# Kati Tolmoff
 Kati Tolmoff  (n. 3 des 1983 a Tartu) és una esportista estoniana que competeix en bàdminton en la categoria individual.
Va competir en el 2005 World Badminton Championships a Anaheim i va arribar a la segona ronda (va perdre contra Kaori Mori del Japó). El 2008, va representar a Estònia en els Jocs Olímpics de 2008. Va competir en l'individual femení, on va perdre contra Chloe Magee 1–2 en la primera ronda. Al setembre de 2009, es va anunciar que a causa de la falta de diners, la seva carrera professional s'havia acabat.